# Se stasera sono qui (brano musicale)
Se stasera sono qui è un brano musicale scritto da Luigi Tenco per la musica e da Mogol per il testo e pubblicato nell'interpretazione di Wilma Goich nell'aprile del 1967.

## Storia e contenuto
Tenco aveva scritto la canzone nel 1962 ed aveva realizzato dei provini, ma non si era mai deciso a pubblicarla. Tuttavia il coautore Mogol riuscì una sera a trascinarlo in uno studio milanese e lo convinse ad incidere una versione accompagnato solo dal pianoforte.
Dopo la tragedia di Sanremo, negli archivi della Dischi Ricordi, il provino inedito di Tenco venne recuperato. Wilma Goich, che aveva ottenuto il suo primo successo nel 1964 proprio con Ho capito che ti amo, sempre scritto da Tenco, presentò il brano al Disco per l'estate di quell'anno classificandosi al terzo posto.
Dopo il successo del brano, il provino di Tenco venne completato con un arrangiamento orchestrale di Gian Piero Reverberi e pubblicato postumo su 45 giri e su 33 giri con l'omonimo titolo.

## Altre versioni
- 1967, Wilma Goich realizza una versione per il mercato giapponese con il titolo: 夜の想い (tradotto in italiano: La notte dei sentimenti)
- 1968, il brano fu inciso da Mina prima dal vivo Mina alla Bussola dal vivo e poi in studio Le più belle canzoni italiane interpretate da Mina
- 1970, Nicola Di Bari nell'album Nicola di Bari canta Luigi Tenco (RCA Italiana, PSL 10520)
- 1971, Michele nell'album Vivendo cantando
- 1976, Yasuko Naito
- 1978, Eiji Toyama
- 1986, Ornella Vanoni nell'LP Ornella &...
- 1988, Johnny Dorelli nell'album Mi son svegliato e c'eri tu (Five Record, 50 FM 14204)
- 2000, Jenny B nell'album Come un sogno (EMI, 7243 5 26699 4 3)
- 2001, Renato Sellani nell'album Per Luigi Tenco
- 2001, Roy Paci & Aretuska nell'omonimo album (ViceVersa Records, 7243 8 11426 2 2)
- 2009, Nicky Nicolai, Stefano Di Battista e Jazz Big Band nell'album Mille bolle blu (La Musica di Repubblica - L'Espresso)
- 2013, Andrea Celeste nell'album (Se stasera sono qui) (Zerodieci Studio)
- 2014, Diodato nel suo album A ritrovar bellezza
- 2016, Emma live al Coca Cola Summer Festival
- 2020, CT-Bandland lo ripropongono in un video in streaming durante il periodo pandemico
- 2020, Ginevra Di Marco nell'album Quello che conta - Ginevra canta Luigi Tenco